# Juventus Domo
Juventus Domo (wł. Unione Sportiva Dilettantistica Juventus Domo) – włoski klub piłkarski, mający siedzibę w mieście Domodossola, w północno-zachodniej części kraju, grający od sezonu 2018/19 w rozgrywkach Promozione Piemonte-Valle d'Aosta.

## Historia
Chronologia nazw:
- 1929: Juventus Domo
- 2000: Unione Sportiva Valdossola – po fuzji z Crevolamasera
- 2007: Juventus Domo
- 2010: A.S.D. Domodossola – po fuzji z US Valdossola
- 2012: Juventus Domo

Klub sportowy Juventus Domo został założony w miejscowości Domodossola 8 lipca 1929 roku. Wcześniej w mieście istniał klub o nazwie Domo Foot-Ball Club, który startował w mistrzostwach Promozione Piemonte (D2) w sezonie 1921/22, a później w rozgrywkach Terza Divisione. W 1927 roku, po wygraniu grupy, otrzymał promocję do Seconda Divisione Nord (D3), a wiosną 1929 roku został wykluczony z mistrzostw po czterech kolejnych niestawieniach się na mecz i ostatecznie rozwiązany 10 marca 1929 roku.
W sezonie 1933/34 zespół debiutował w rozgrywkach Terza Divisione Piemonte (D5), awansując do Seconda Divisione Piemonte. W 1938 otrzymał promocję do Serie C. W 1948 roku w wyniku reorganizacji systemu lig został zdegradowany z Serie C do Prima Divisione (D5).
W 2000 po fuzji z Crevolamasera klub przyjął nazwę US Valdossola. W 2007 zmienił nazwę na Juventus Domo. W 2010 roku klub połączył się z US Valdossola, po czym nazwa klubu została zmieniona na A.S.D. Domodossola. W 2012 klub ponownie przyjął nazwę Juventus Domo.

## Barwy klubowe, strój
|  |

Klub ma barwy granatowe. Zawodnicy domowe spotkania zazwyczaj grają w granatowych koszulkach, granatowych spodenkach oraz granatowych getrach.

## Sukcesy

### Trofea międzynarodowe
Nie uczestniczył w rozgrywkach europejskich (stan na 31-05-2020).

### Trofea krajowe
| \| \| Zdobyte trofea w rozgrywkach Włoch (stan na: 31-08-2020) \| |                                                          |      |                    |
| Rozgrywki                                                         | Osiągnięcie                                              | Razy | Sezon(y)           |
| · Mistrzostwo                                                     | I miejsce                                                | 0    |                    |
| · Mistrzostwo                                                     | II miejsce                                               | 0    |                    |
| · Mistrzostwo                                                     | III miejsce                                              | 0    |                    |
| · Puchar                                                          | zdobywca                                                 | 0    |                    |
| · Puchar                                                          | finalista                                                | 0    |                    |
| II liga                                                           | I miejsce                                                | 0    |                    |
| II liga                                                           | II miejsce                                               | 0    |                    |
| II liga                                                           | III miejsce                                              | 1    | 1921/22 (Piemonte) |
| Włochy                                                            | Zdobyte trofea w rozgrywkach Włoch (stan na: 31-08-2020) |      |                    |

- Serie C (D3):
  - 5.miejsce (1x): 1941/42 (C)

## Struktura klubu

### Stadion
Klub piłkarski rozgrywa swoje mecze domowe na Stadio Silvestro Curotti, w mieście Domodossola o pojemności 1 500 widzów.

### Derby
- La Biellese
- Novara Calcio
- Pro Vercelli 1892